# Campeonato Sul-Americano de Rugby de 1987
O Campeonato Sul-Americano de Rugby de 1987 foi a XV edição deste torneio.

O torneio foi realizado em Santiago (Chile).
Participaram as equipas de Argentina, Chile, Paraguai e Uruguai.
A Seleção Argentina  ganhou o título.

## Jogos
| 27 de Setembro de 1987 |         |         |          |
| Argentina              | 41 - 21 | Uruguai | Santiago |
|                        |         |         | Santiago |

| 27 de Setembro de 1987 |         |          |          |
| Chile                  | 28 - 16 | Paraguai | Santiago |
|                        |         |          | Santiago |

| 30 de Setembro de 1987 |        |          |          |
| Argentina              | 62 - 4 | Paraguai | Santiago |
|                        |        |          | Santiago |

| 30 de Setembro de 1987 |         |         |          |
| Chile                  | 19 - 33 | Uruguai | Santiago |
|                        |         |         | Santiago |

| 3 de Outubro de 1987 |        |           |          |
| Chile                | 9 - 47 | Argentina | Santiago |
|                      |        |           | Santiago |

| 3 de Outubro de 1987 |         |          |          |
| Uruguai              | 20 - 12 | Paraguai | Santiago |
|                      |         |          | Santiago |

### Classificação
| Seleção   | Vitórias | Empates | Derrotas | Pontos a favor | Pontos contra | Pontos +/- | Pontos |
| --------- | -------- | ------- | -------- | -------------- | ------------- | ---------- | ------ |
| Argentina | 3        | 0       | 0        | 150            | 34            | +116       | 6      |
| Uruguai   | 2        | 0       | 1        | 74             | 72            | +2         | 4      |
| Chile     | 1        | 0       | 2        | 56             | 96            | -40        | 2      |
| Paraguai  | 0        | 0       | 3        | 32             | 110           | -78        | 0      |

Pontuação: Vitória = 2, Empate = 1, Derrota = 0 

## Campeão
| Campeonato Sul-Americano de Rugby 1987 |
| -------------------------------------- |
| ARGENTINA Campeã (14º título)          |